# راد (مجارستان)
راد (به مجاری:  Rád) یک شهرداری در مجارستان است که در ناحیه واتس واقع شده‌است. راد ۱۷٫۷۳ کیلومتر مربع مساحت و ۱٬۸۴۰ نفر جمعیت دارد.